# Krkonošský národní park (Polsko)
Krkonošský národní park (polsky Karkonoski Park Narodowy) je národní park v Krkonoších v jihozápadním Polsku u hranic s Českem, která ho z jihu odděluje od stejnojmenného českého Krkonošského národního parku.
Park leží v Dolnoslezském vojvodství v nejvýše položené části Sudetské subprovincie. Park byl založen roku 1959 a chránil území o rozloze 55,10 km². Nyní rozloha parku činí 59,51 km², ze kterých je 17,18 km² přísně střeženo. Většina parku (33,80 km²) je pokryta lesy. Roku 1992 se Karkonoski Park Narodowy společně se sousedním Krkonošským národním parkem stal součástí biosférické rezervace Krkonoše v rámci programu UNESCO Člověk a biosféra (MaB). 40 ha rašelinišť je chráněno Ramsarskou úmluvou.

## Geografie
Krkonoše jsou nejvyšší pohoří Krkonošsko-jesenické subprovincie, která se táhne od jihozápadního Polska podél severní hranice Česka až do Německa. Nejvyšším vrcholem je Sněžka (1603 m n. m.), která tvoří společně s Králickým Sněžníkem (1423 m n. m.) a horou Ślęża (718 m n. m.) trojúhelník. Tyto hory jsou spojeny červenou turistickou cestou, která je ale jen pro zdatné turisty. Sněžka je zvláštní svým zaobleným vrcholem bez stromů, což je odlišné od okolních nižších vrcholů.
Územím Krkonoš prochází evropská rozvodí oddělující úmoří Severního a Baltského moře. Mnoho krkonošských potoků sestupuje z vrcholů a tvoří tak vodopády. Nejvyšší vodopád v Polské části Krkonoš je vodopád Kamieńczyka, který je vysoký 27 m, široký 1 až 3 m za běžných stavů vody a se sklonem okolo 70°.
V parku žije na 100 druhů ptáků. Ve výše položených oblastech žije méně druhů ptáků; v nižších polohách žije asi 100 druhů, ve vyšších polohách nežije více než 10 druhů. V parku také žije 6 druhů obojživelníků, 4 druhy ryb a 5 druhů plazů. Zajímavou atrakcí parku jsou také mufloni, kteří byli do parku dovezeni na začátku 20. století.
Ročně park navštíví okolo 2 milionů turistů. Mohou využít 112 km turistických tras, 10 lyžařských vleků a 12 penzionů. Vedení parku sídlí ve městě Jelení Hora.